# 노 게임 노 라이프 제로
《노 게임 노 라이프 -제로-》(ノーゲーム・ノーライフ ゼロ, No Game No Life Zero)는 일본에서 제작된 이시즈카 아츠코 감독의 2017년 모험, 애니메이션 영화이다. 마츠오카 요시츠구 등이 주연으로 출연하였다. 2017년 7월 15일 일본에서 초연되었다. 이 영화는 북아메리카에서 센타이 필름웍스에 의해, 오스트레일리아와 뉴질랜드에서는 매드맨 엔터테인먼트, 영국과 아일랜드에서는 MVM에 의해 라이선스되었다.

## 출연

### 주연
- 마츠오카 요시츠구
- 카야노 아이
- 히카사 요코
- 타무라 유카리
- 이구치 유카
- 노토 마미코
- 사와시로 미유키

## 기타
- 원작자: 카미야 유우